# 조준 (진류공왕)
진류공왕 조준(陳留恭王 曹峻, ? ~ 259년)은 위(魏)의 황족으로, 자는 자안(子安)이다.

## 생애
건안(建安) 21년(216) 미후(郿侯)에 봉해졌으나, 이듬해 봉지를 양읍(襄邑)으로 옮겼다. 황초(黃初) 2년(221)에 작위가 공(公)으로 승격되었고, 이듬해 진류왕(陳留王)이 되었다. 황초 5년(224)에 양읍현으로 봉지를 옮겼고, 태화(太和) 6년(232) 다시 진류에 봉해졌다.

### 죽음
감로(甘露) 4년(259)에 숨을 거두었으며, 아들 조오(曹澳)가 뒤를 이었다. 경초(景初) · 정원(正元) · 경원(景元) 연간에 봉지를 더하여, 모두 4,700호를 받았다.

## 같이 보기
- 삼국지 인물 목록